# Elecciones parlamentarias de Turkmenistán de 2018
Las elecciones parlamentarias se celebraron en Turkmenistán el 25 de marzo de 2018, junto con las elecciones locales.

## Sistema electoral
Los 125 miembros de la Asamblea fueron elegidos en distritos electorales de un solo miembro por primera votación en el pasado.

## Campaña
Un total de 284 candidatos participaron en las elecciones; 117 del Partido Democrático de Turkmenistán, 28 del Partido Agrario, 23 del Partido de Industriales y Empresarios y 116 como independientes.

## Resultados
| Partido                                                        | Partido                               | Votos     | %     | Escaños | +/–   |
| -------------------------------------------------------------- | ------------------------------------- | --------- | ----- | ------- | ----- |
|                                                                | Partido Democrático de Turkmenistán   |           |       | 55      | +8    |
|                                                                | Partido de Industriales y Empresarios |           |       | 11      | -3    |
|                                                                | Partido Agrario                       |           |       | 11      | Nuevo |
|                                                                | Independientes                        |           |       | 48      | Nuevo |
| Votos nulos o en blanco                                        | Votos nulos o en blanco               |           | –     | –       | –     |
| Total                                                          | Total                                 | 3,017,801 | 100   | 125     | 0     |
| Participación                                                  | Participación                         | 3,291,312 | 91.69 | –       | –     |
| Fuente: CEC Archivado el 1 de mayo de 2018 en Wayback Machine. |                                       |           |       |         |       |